# Penny Dreadful (tv-serie)
Penny Dreadful er en amerikansk-britisk thriller-tv-serie som først blev sendt på Showtime den 11. maj 2014. Det følgende år kom den anden sæson, og den tredje og sidste sæson blev sendt i maj er 2016. Serien skabt og skrevet John Logan. Exekutiv producent er Sam Mendes.
Under indspilningerne af serien blev der benyttet mange lokationer i Irland, heriblandt pubben The Stag's Head i Dublin.

## Medvirkende
- Eva Green – Vanessa Ives
- Josh Hartnett – Ethan Chandler
- Timothy Dalton – Sir Malcolm Murray
- Harry Treadaway – Victor Frankenstein
- Reeve Carney – Dorian Gray
- Rory Kinnear – John Clare/Frankensteins monster
- Billie Piper – Brona Croft/Lily
- Helen McCrory – Madam Kali
- Simon Russell Beale – Ferdinand Lyle
- Danny Sapani – Sembene
- Anna Chancellor – Claire Ives
- Olivia Llewellyn – Mina Harker
- Shazad Latif - Dr. Henry Jekyll
- Samuel Barnett - Renfield
- David Warner - Abraham Van Helsing